# Xマルチプライ
『X MULTIPLY』（エックスマルチプライ）は、1989年にアイレムから稼働されたアーケード用横スクロールシューティングゲームである。タイトル画面では「X∞」とも表記されている。
同社のヒット作である『R-TYPE』（1987年）及び『R-TYPE II』（1989年）の実質的続編として製作されたと言われる。『R-TYPE』のフォースに代わるバリエーションとして自機から2本の触手を生やし、それを自機の移動によって操ると言うアイデアが盛り込まれている。
後にPlayStationおよびセガサターン用ソフトとして発売された『アーケードギアーズ イメージファイト & Xマルチプライ』（1998年）に同社の『イメージファイト』（1988年）とのカップリングで収録された。

## 概要
- 自機「X-002」と『R-TYPE FINAL』に登場する「RX-12 CROSS THE RUBICON」は外観が類似しており、RX-12はX-002の前身であるとされている。
- 開発はアイレムの石川県の開発部署。
- 理由は不明であるが、アイレムは本作のメディア露出を極力控える方針を取り『ゲーメスト』や『マイコンBASICマガジン』でもほとんど記事が掲載されなかった。そのためか本作の稼働は振るわず、1998年に移植されるまで長らく他機種版が存在しなかった。

## ゲーム内容

### システム
全7ステージ×2周。2周目は敵弾の速度が上昇し、特定の敵が撃ち返し弾を撃つようになる。さらに、最終面の一部の敵が破壊不可能になる。また、本作のエンディングは1周目と2周目で共通であり、R-TYPEシリーズのような所謂「真エンディング」が存在しない。
プレイヤーは8方向レバー1本と1ボタン（ショットとボム）で自機「X-002」を操作する。アイテムを取得することにより自機から2本の触手が出現する。触手は『R-TYPE』のフォースと違い、移動することで逆に揺れるような動きをし、その先端に取り付けられているビットから弾を発射して敵を攻撃したり、敵弾を防いだり、接触により敵にダメージを与えたりすることもできる攻防一体の武器である。この触手の性質を理解してうまく活用することが攻略の鍵となる。

### パワーアップ
カプセルを取得すると自機の上下から触手とビットを展開、さらにカプセルを連続して取ると、色に応じて攻撃が変化し2段階までパワーアップする。途中、運ばれて来るカプセルの色と対応する攻撃は以下の通り。
- 赤 - レーザー‥攻撃力が高く敵を貫通する直線レーザーを、自機と触手から前方のみに発射する。
- 青 - ホーミング‥敵を追尾するミサイルを機体の上下から発射する。また、触手の先端から前方にノーマルショットを撃つ。
- 黄 - シャドウ‥自機の位置を基準に触手の先端が向いた方向に、ビットからリングビームを放射する。ビーム自体の連射力と攻撃力は高く、攻撃方向を自分でコントロールできるが、この武器を取得すると自機から弾が撃てず投下ボムしか撃てなくなるのが欠点。触手をうまく活用する事で効果を発揮する本作らしい武器。特に意味はないが、ビットから常時エネルギーを発生させ、触手が動いた時エネルギーの残像が発生するという効果もある。

- スピードアップ - 自機の移動速度が1段階上がる。最大4段階。
- スピードダウン - 自機の移動速度が1段階下がる。
- ボム - 前方下方向にボムを発射する。2段階パワーアップで1段階目は単発、2段階目は2連射できる。
- 1UP - 自機のストックが増える。

## 設定

### ストーリー
西暦2249年、惑星スタンの入植者が次々と謎の奇病を発症し、死亡する現象に見舞われた。科学者達が調査した結果、極小サイズのエイリアンが人体内に寄生したことに伴うショック死が原因であると断定され、対抗手段として感染者の体内にミクロ化した戦闘機「X-002」を注入しエイリアンの駆除に向かわせたのであった。

### ステージ構成
1. INTO THE HUMAN BODY（割けた粘膜面より進入）
ボス：HOSTUR
2. BABE GOOD-LOOKIN'（暗い腔内）
ボス：ROKUSU
3. THE ROLLING WORMS
ボス：ZARIKASU
4. ILLEGAL ILLUSION（気管）
ボス：GHOUMS
5. BLOODY BLOOM（粘液の海）
ボス：HIDRA
6. TWILIGHT SIGHT（腹腔内臓器）
ボス：DARYA
7. LUSTY HER MAJESTY（子宮）
ボス：BYKHEE

- 人体内部をモデルにした、『R-TYPE』以上にグロテスクなステージの中を進んでいく。敵もほぼ全てが生物的なデザインを持つ。
- ステージ2は『R-TYPE』に登場する巨大戦艦と同様、複数のエイリアンが融合した合体エイリアンの全身を時計回りに一周しながら撃破する構成になっている。
- 各ステージのボスの名称にはクトゥルフ神話に由来するものが散見される（ステージ1「HOSTUR」・ステージ5「HIDRA」・ステージ7「BYKHEE」）。
- 最終ステージは、子宮内部でエイリアンの遺伝子により受精した卵子を防護する女王エイリアン・BYKHEEとの対決。BYKHEEを撃破した後、受精卵から4体のBYKHEE HEADが孵化する。

## 音楽
サウンドトラック
1990年1月21日にポニーキャニオン・サイトロンレーベルより発売された『R-TYPE II -G.S.M.アイレム2-』（PCCB-00017）に収録されている。

## 移植版
| No. | タイトル                                            | 発売日 | 対応機種                                             | 開発元          | 発売元                             | メディア                                       | 型式       | 売上本数 | 備考 |
| --- | --------------------------------------------------- | --- | ---------------------------------------------------- | --------------- | ---------------------------------- | ---------------------------------------------- | ---------- | -------- | --- |
| 1   | アーケードギアーズ イメージファイト & Xマルチプライ | 1998年3月19日 | PlayStation                                          | エクシング      | エクシング                         | CD-ROM                                         | SLPS-01267 | -        | 『イメージファイト』とのカップリング |
| 2   | アーケードギアーズ イメージファイト & Xマルチプライ | 1998年8月20日 | セガサターン                                         | エクシング      | エクシング                         | CD-ROM                                         | T-26110G   | -        | 『イメージファイト』とのカップリング |
| 3   | Xマルチプライ                                       | 2019年8月8日 | PlayStation 4 Nintendo Switch                        | アイレム        | ハムスター                         | ダウンロード (アーケードアーカイブス)          | -          | -        | ステージ5のクリスタル落下不具合挙動のオンオフ可。 シンクロ15連射（表・裏）ボタン設定可能（同時押しによる30・60連射を1ボタンで設定可能） |
| 4   | アイレムコレクションVol.1                           | ダウンロード版(NSW,PS4,PS5版) 2023年11月21日 ダウンロード版(XB1版) 2023年12月7日 パッケージ版(NSW,PS5版) 2024年3月7日 | Nintendo Switch PlayStation 5 PlayStation 4 Xbox One | RATALAIKA GAMES | Tozai Games ININ Games(Xbox One版) | ダウンロード Switch専用ゲームカード UHD BD-ROM | -          | -        | |

## 評価
アーケード版
1991年に刊行されたゲーメストムック『ザ・ベストゲーム』の紹介文では、「自機に触手がつく、というアイデアで人気を博した。人間の体内を進むという設定をうまく生かしていた。グラフィックも味があった」と、ゲームシステムや設定、グラフィックに関して肯定的なコメントで紹介されている。